# Stephan Barratt-Due

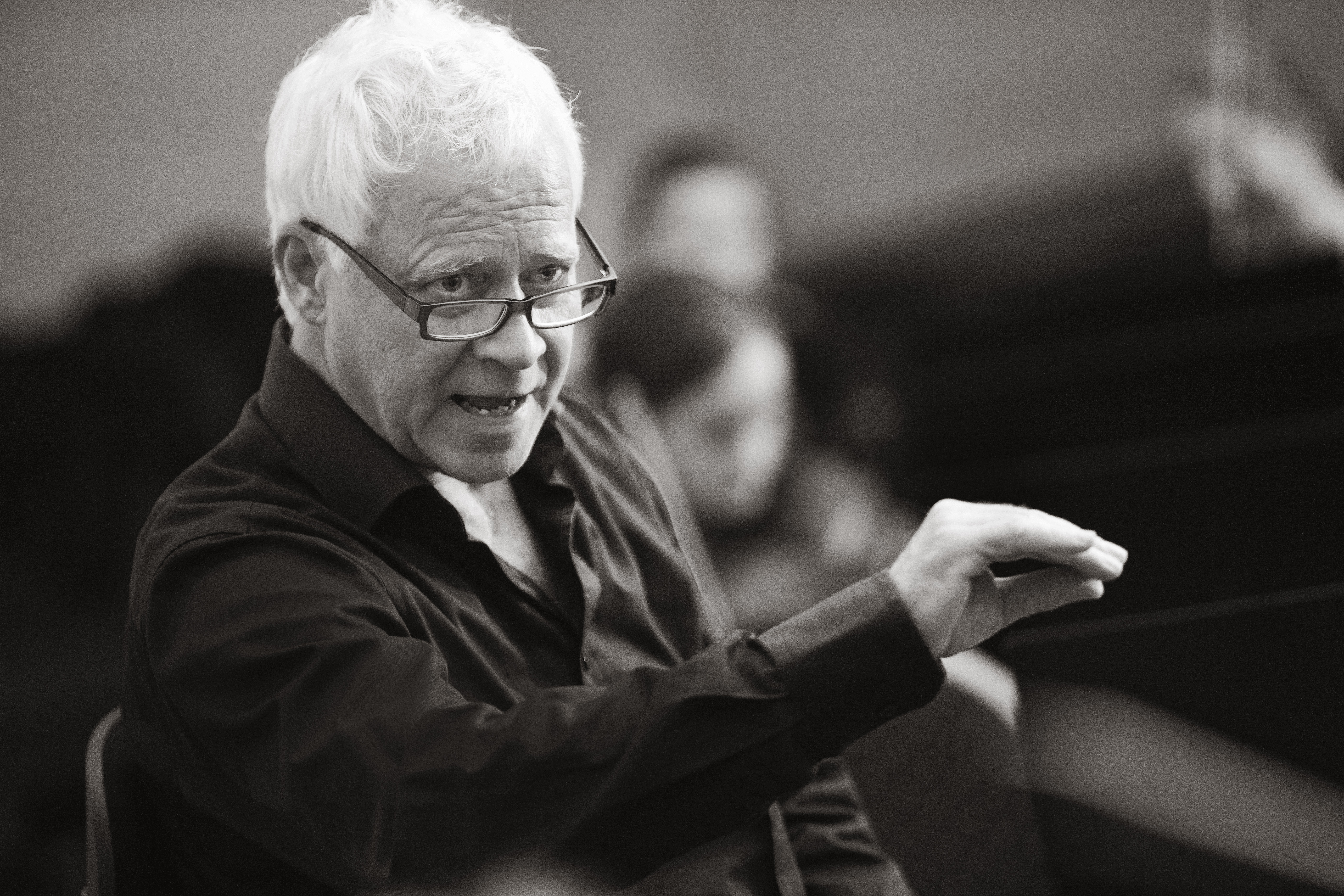
Stephan Barratt-Due

Stephan Barratt-Due (* Stephan Henrik Barratt-Due jr.; * 1. Juni 1956 in Oslo) ist ein norwegischer Geiger und Musikpädagoge.

## Leben
Der Sohn von Stephan Henrik Barratt-Due sr. studierte Geige an der Norwegischen Musikhochschule und setzte seine Ausbildung bei Alberto Lysy an der Academie Internationale de Musique de Chambre, an der Menuhin Music Academy in der Schweiz und bei Camilla Wicks am San Francisco Conservatory of Music fort. Er spielt eine von Giovanni Battista Guadagnini 1751 gebaute Geige.
Nach seinem Debüt als Violinsolist 1981 hatte Barrett-Due bald eine wichtige Position im Musikleben Norwegens. Er war von 1990 bis 1996 künstlerischer Leiter des Kristiansand Symfonieorkester und des Kristiansand Kammerorkester. 1996 übernahm er die künstlerische Leitung der Oslo Camerata, mit der er in ganz Europa, Südamerika und Asien auftrat und u. a. Aufnahmen bei Naxos einspielte.
Seit 1985 leitet er das von seinen Großeltern Henrik Adam Due und Mary Barratt Due gegründete Barratt-Due-Musikinstitut. Zu seinen Schülern zählen Musiker wie Vilde Frang, Henning Kraggerud, Øyvind Bjorå, Ragnhild und Eldbjørg Hemsing, Guro Kleven Hagen, Sonoko Miriam Welde, Ludvig Gudim, Mari Silje Samuelsen und Catharina Chen.
Für ihre Zusammenarbeit als Musiker und Musikpädagogen erhielten er und Soon-Mi Chung, mit der er bis 2015 verheiratet war, mehrere Preise, darunter den Lindemanprisen (2007), den Kulturpreis der Stadt Oslo (1998), den Anders Jahres Kulturpris i (2010) und den Ehrenpreis des Norsk Kulturråd (2012). Barrett-Due ist zudem auch Ritter 1. Klasse des Sankt-Olav-Ordens und des Ordens des Löwen von Finnland.
Stephan Barratt-Due ist ein Nachkomme von Thomas Ball Barratt.